# Deutsches Volksbildungswerk
Das Reichsamt Deutsches Volksbildungswerk (DVW) ging 1936 aus der "Abteilung Schulung und Volksbildung" der nationalsozialistischen DAF-Organisation Kraft durch Freude (KdF) hervor. Aufgabe war die Durchführung von kulturellen und kulturpolitischen Veranstaltungen. Sein Leiter war Fritz Leutloff.

## Tätigkeiten
Hauptziel des DVW war die kulturpolitische Schulung hauptsächlich der erwachsenen Bevölkerung im Sinne des Nationalsozialismus. Es entwickelte dazu eine rege Tätigkeit auf dem Felde des weltanschaulichen Vortrags- und Volksbildungswesens. So wurde das DVW in kurzer Zeit "zum zentralen parteiamtlichen Organisator von Autorenlesungen". Es verfügte als Unterorganisation der KdF sowohl über ein weitverzweigtes Netz von Vortrags- und Bildungsstätten, als auch über enge Kontakte zu den Gauleitern. Zudem war es, anders als der KfdK oder die NS-Kulturgemeinde, vergleichsweise finanziell gut ausgestattet. Der erste Jahresbericht des DVW zählt für das Jahr 1937 reichsweit insgesamt 52.990 Veranstaltungen mit 3.873.801 Teilnehmern auf.